# Bythiospeum elseri
Bythiospeum elseri é uma espécie de gastrópode  da família Hydrobiidae.
É endémica de Austria.